# دو (فرانسه)

دو (به فرانسوی: Doubs) بیست و پنجمین شهرستان فرانسه است. شهرستان دو در شرق این کشور قرار دارد. این شهرستان زیرمجموعه ناحیه فرانش-کنته می‌باشد. مساحت این شهرستان ۵٬۲۳۴ کیلومتر مربع و جمعیت آن ۴۹۹٬۰۶۲ نفر است. شهرستان دو از جهت شرق با کشور سوییس هم‌مرز است.